# Челан
Челан (на английски: Chelan) е северноамериканско индианско племе, което живее източно от Каскадните планини, в района около южния край на езерото Челан в североизточната централна част на щата Вашингтон. Говорят диалект на езика уеначи на групата Колумия – Моузес към клона Вътрешни салиши на Салишкото езиково семейство.
В началото на 19 век търговецът на кожи Александър Рос ги споменава под името „цил-ане“, на техния език „сцоламкх“ (сцоламкхокх – хората от езерото Челан).
Челан живеят в 17 постоянни села близо да Каскадните планини и са специалисти в лова на планински кози. Допълват храната си със събиране на корени камас, грудки и улов на риба. Традиционно жилище е къщата – яма (pithouse) използвана през цялата година. При лов и пътуване използват временни колиби от клони покрити с папур или типита. Традиционното облекло варира сезонно. Лятото мъжете ходят почти голи, само с набедреник или парче кора над слабините. Жените носят рокли подобни на пончо. Често пресичат Каскадните планини, за да търгуват с племената в района на Пюджет Саунд. Днес техните потомци са част от Конфедеративните племена на резервата Колвил.